# タナベマサキ
タナベ マサキ（1972年9月12日 - ）は、日本のラジオパーソナリティ、タレント。生まれも育ちも富山県砺波市。高岡向陵高等学校出身。劇団 castingboard 創立者。身長175cm。血液型A型。地元富山では「なべっち」の愛称で親しまれている。本名は田邉 雅貴（たなべ まさき）。

## 現在の出演番組
ラジオ
- ヨリミチトソラ（2022年10月 - 、FMとやま）
- 桜木町ナイトストッカーズ（FMとやま、土曜日）
- あにめdawn!（FMとやま）- 毎月第2金曜放送
- D.D.D（FMとやま）- 毎月最終月曜放送、ムラジュンと共演
- HAPPY SHOWER（FMとなみ、火曜日・水曜日）
- 土曜はひねもすラヂオ（FMとなみ、土曜日） - となみ衛星通信テレビ091chにて同時生放送
- お茶の間トーク（FMとなみ）- 毎月第1日曜放送

テレビ
- とことん!とやまdeライフ（ケーブルテレビ富山）
- はいすく〜るチャンネル（ケーブルテレビ富山）
- KIROKU（となみ衛星通信テレビ）

## 過去の出演番組
ラジオ
　 特記のないものはFMとやまでの出演。
- スーパージャンクション ご機嫌!さる魂（1999年4月 - 2001年3月）
- HITS ON THE RADIO （2001年4月 - 2010年3月）
- RADIO JAM （2010年4月 - 2020年3月）
- 大先輩のありがたいラジオ（2007年10月 - 2011年9月）
- 小川Dの「マジでモテたいんですけど!」（2011年10月 - 2013年3月）
- PASSION（2020年4月 - 2022年9月） - 木曜日パーソナリティ
- メロンパン買って来い！（2003年1月 - 2006年3月、FMとなみ）
- タナベマサキの侃々諤々（かんかんがくがく）（2007年7月 - 2009年3月、FMとなみ）
- となみ野まがじん（2009年4月 - 2014年3月、FMとなみ）
- TSUTAYA769ステーション（ - 2019年9月、FMとなみ）
- POWER STATION HOT40（2005年4月 - 2011年3月、FM福井）

テレビ
- 眠りの王国（2007年4月 - 2008年1月、北日本放送）
- 眠りの王国（2002年 - 2007年4月、石川テレビ放送）
- CINEMA KING（ - 2007年、チューリップテレビ）
- ロケハン（2007年8月 - 2012年3月、となみ衛星通信テレビ）